# Don LaFontaine
Donald LaFontaine (Duluth, 26 augustus 1940 - Los Angeles, 1 september 2008) was een Amerikaans stemacteur die beroemd was door de 5.000 filmtrailers en de meer dan 350.000 televisiereclames, netwerkpromoties en videogames die hij heeft ingesproken. Door zijn dreigende en zware stem kreeg hij de bijnamen Thunder Throat en The Voice of God. Hij werd verbonden aan de zin "in a world...", die zo vaak wordt gebruikt dat het een cliché geworden is.
Don LaFontaine overleed op 68-jarige leeftijd aan de gevolgen van een klaplong.
- Bibliothèque nationale de France: cb17751010x (data)
- Library of Congress Control Number: no2009092395
- MusicBrainz: 672624ef-367b-487d-8652-3bf3f0ee90f6
- Virtual International Authority File: 90547980
- WorldCat: E39PBJpJcCC3RQgCGvTcrvbcfq